# Objat
Objat (en occitano, Ajac) es una comuna francesa situada en el departamento de Corrèze, en la región de Nueva Aquitania.
Tiene una población estimada, a inicios de 2020, de 3662 habitantes.

## Demografía
| 2455 | 2701 | 3077 | 3211 | 3163 | 3372 | 3662 |
| Para los censos de 1962 a 1999 la población legal corresponde a la población sin duplicidades (Fuente: INSEE [Consultar]) |      |      |      |      |      |      |

## Edificios y monumentos
- Iglesia de Saint-Barthélemy, del siglo XV, cuyo campanario se reconstruyó en el siglo XIX.

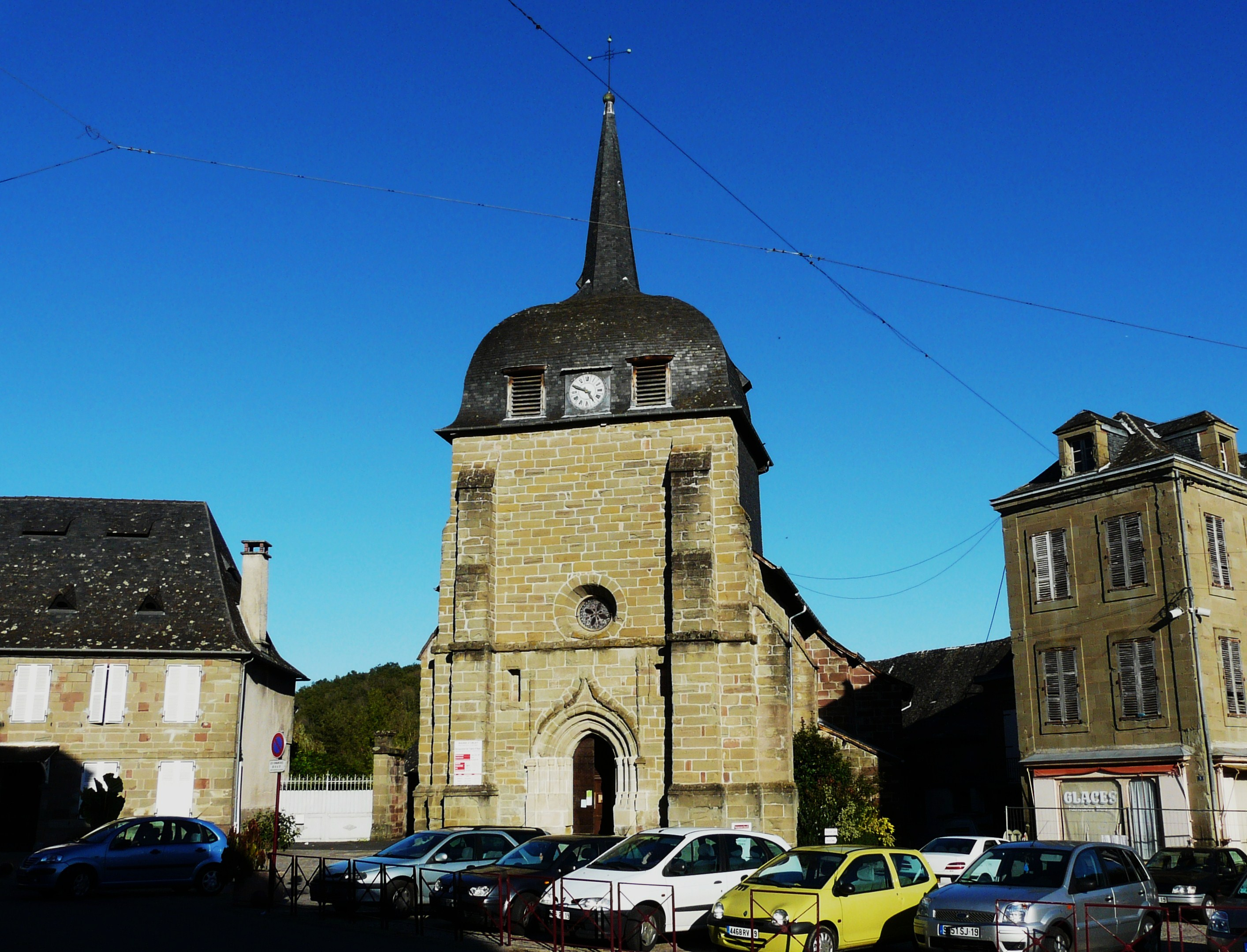
Iglesia de Saint-Barthélemy
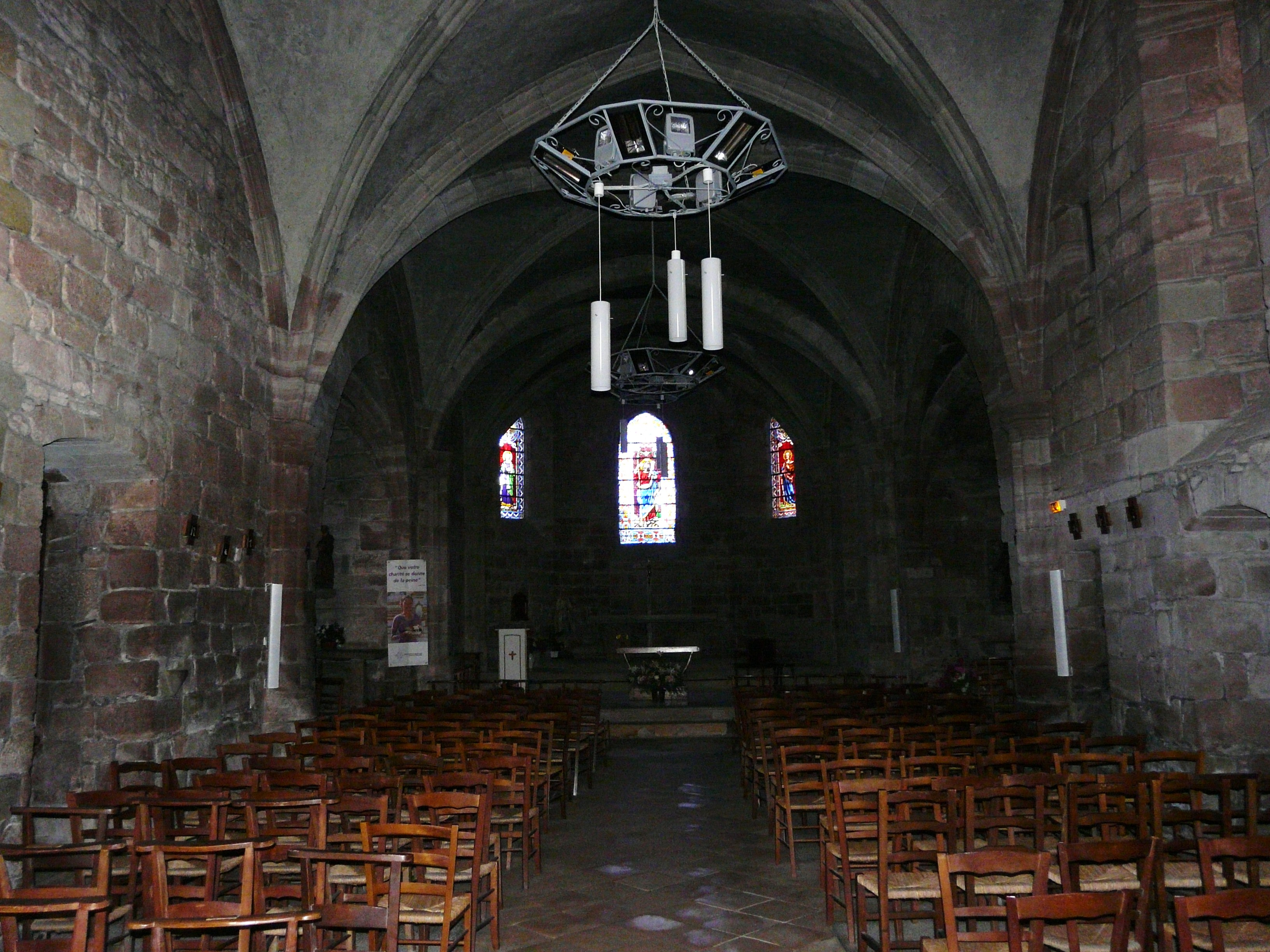
Nave de la iglesia
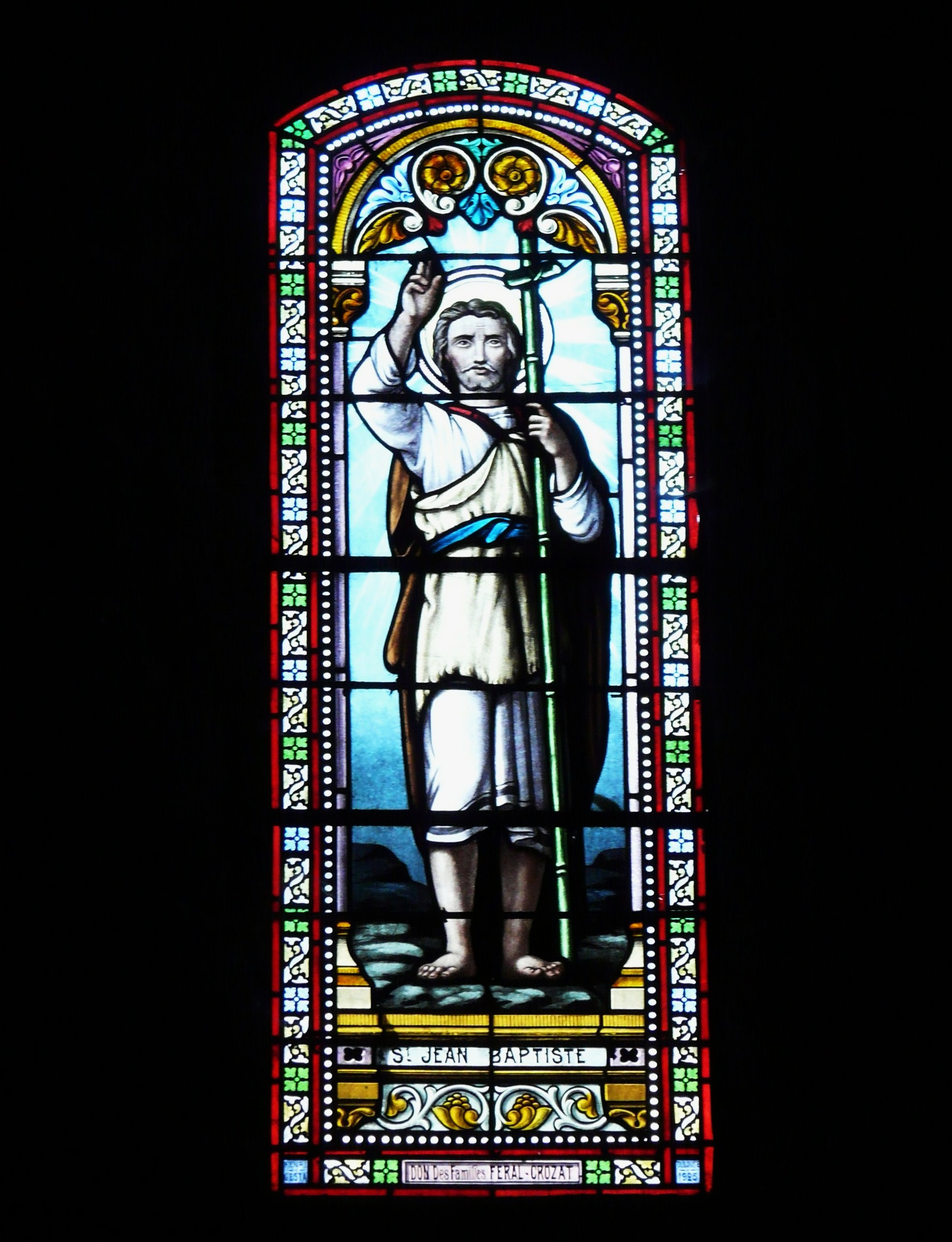
Vitral de San Juan Bautista

## Personalidades relacionadas con la localidad
- Eugène Freyssinet (1879-1962), ingeniero francés inventor del hormigón pretensado